# Arthur D. Levinson
Arthur D. Levinson (* 31. März 1950 in Seattle, Washington) ist ein US-amerikanischer Wissenschaftler und Manager. Er war zwischen 1995 und 2009 Chief Executive Officer (CEO) und zwischen 1999 und 2014 Chairman of the Board des Biotechnologie-Unternehmens Genentech. Derzeit ist er Chairman of the Board bei Apple, sowie CEO des von Google Inc. gegründeten Biotechnologie-Unternehmens Calico.
Zudem war Levinson Mitgründer und Vorsitzender jener Stiftung, die den Breakthrough Prize in Life Sciences vergibt.

## Ausbildung und Leben
Levinson studierte Molekularbiologie an der University of Washington in Seattle und erhielt dort 1972 einen Bachelor of Science. 1977 erhielt er einen PhD in Biochemie an der Princeton University. Anschließend forschte er an der University of California, San Francisco unter den späteren Nobelpreisträgern John Michael Bishop und Harold Varmus.
Er ist seit 1978 verheiratet und hat zwei Kinder.

## Karriere
Levinson arbeitete seit 1980 bei Genentech in der Arzneimittelforschung und entwickelte unter anderem ein Verfahren zur Produktion komplexer Proteine. Ab 1989 übernahm er auch Managementpositionen, forschte jedoch in Teilzeit weiter. Ihm werden mehr als 80 wissenschaftliche Veröffentlichungen und elf US-Patente zugerechnet.
Genentech ernannte ihn 1995 zum CEO und 1999 außerdem zum Chairman of the Board.
Seit 2000 ist Levinson Mitglied des Board of Directors von Apple und dient dort seit 2011 als Chairman. Zwischen 2004 und 2009 war er zudem Mitglied von Googles Board of Directors, trat dann jedoch zurück um möglichen Interessenskonflikten auszuweichen. Er war seit 2010 auch Mitglied des Verwaltungsrats des Mutterunternehmens von Genentech, des Schweizer Pharmakonzerns Roche. Des Weiteren ist er Mitglied der Aufsichtsgremien bei mehreren medizinischen Organisationen und Forschungseinrichtungen, etwa der New Yorker Krebsklinik Memorial Sloan-Kettering Cancer Center.
Seit September 2013 ist Levinson CEO des Biotechnologie-Unternehmens Calico, das sich auf Alterskrankheiten spezialisiert. Zu den ersten Investoren zählen Google und Levinson selbst. 2014 gab er den Verwaltungsratssitz (Chairman of the Board) bei Genentech ab. Um Interessenkonflikte aus der CEO-Position bei Calico mit seiner Funktion bei Roche zu vermeiden, trat Levinson am 4. September 2014 auch aus dem Roche-Verwaltungsrat zurück.

## Auszeichnungen
Levinson erhielt im Laufe seiner Karriere eine große Anzahl von Auszeichnungen, sowohl für wissenschaftliche als auch für geschäftliche Leistungen. Auch viele Auszeichnungen, die Genentech unter seiner Führung erhielt, sind auf seine Arbeit zurückzuführen.
Die University of California, San Diego zeichnete ihn 1999 zusammen mit Dennis Slamon für die Entwicklung neuer Ansätze zur Therapie von metastatischem Brustkrebs mit dem UCSD/Salk Translational Medicine Award aus. Princeton University verlieh Levinson 2006 die James-Madison-Medaille für seine Forschungsleistungen auf dem Gebiet der Biotechnologie. 2008 wurde er zum Mitglied der American Academy of Arts and Sciences gewählt, 2010 erhielt er den Biotechnology Heritage Award.
1999 nahm Levinson Corporate Leadership Awards des Irvington-Instituts für immunologische Forschung sowie der National Breast Cancer Coalition entgegen. Gelobt wurde der besondere Einsatz des Unternehmens in der Forschung. Levinsons Leistungen als CEO von Genentech wurden vielfach ausgezeichnet, etwa von BusinessWeek, Barron’s und Glassdoor.com, einer Website, die sich auf anonyme Bewertungen von Mitarbeitern stützt.